# 1 Armia (Imperium Rosyjskie)
1 Armia (ros. 1-я армия) – związek operacyjny Armii Imperium Rosyjskiego w okresie I wojny światowej.

## Obszar działania
Od lipca 1914 do sierpnia 1915 roku 1 Armia brała udział w operacjach na Froncie Północno-Zachodnim, a od sierpnia 1915 do kwietnia 1916 w składzie Frontu Zachodniego, od kwietnia 1916 - lipca 1917 w składzie Frontu Północnego, od lipca – września 1917 w składzie Frontu Południowo-Zachodniego, od września 1917 do momentu jej rozwiązania tj. początku 1918 roku we Froncie Północnym.

## Skład
Sztab polowy 1 Armii utworzono w lipcu 1914 roku przy Wileńskim Okręgu Wojskowym. W jej skład w okresie wojny wchodziły:
- 1 Korpus Armijny od 12.08.1915 – 1.02.1916; 18.04 – grudnia 1917;
- 2 Korpus Armijny od 15.11.1914 – 7.01.1915;
- 3 Korpus Armijny od 2.08 – 10.10.1914;
- 4 Korpus Armijny od 2.08.1914; 18.09.1915 – 1.05.1916;
- 6 Korpus Armijny od 22.10 – 15.12.1914;
- 13 Korpus Armijny od 1.08 – 11.11.1916;
- 14 Korpus Armijny od 8.08.1915 – 1.05.1916; 1.08.1916 – 18.02.1917;
- 15 Korpus Armijny 1.08.1916 – 1.04.1917;
- 19 Korpus Armijny od 17.12 – 20.04.1915;
- 20 Korpus Armijny od 2.08 – 10.10.1914; 12.08–1.09.1915
- 21 Korpus Armijny od 20.10 – 19.08.1915;
- 21 Korpus Armijny od 10.09.1915 – grudzień 1917;
- 23 Korpus Armijny od 24.04 – 4.05.1915;
- 26 Korpus Armijny od 22.09.1914;
- 27 Korpus Armijny od 17.02 – 1.09.1915; 1.08 – 17.12.1916;
- 28 Korpus Armijny od 16.06 – grudzień 1917;
- 34 Korpus Armijny od 7.12.1915 – 1.02.1916;
- 36 Korpus Armijny od 12.08 – 1.09.1915;
- 37 Korpus Armijny od 12.12.1916 – 1.06.1917;
- 38 Korpus Armijny od 12.08 – 1.09.1915;
- 2 Kaukaski Korpus Armijny od 15.11.1914 – 4.05.1915,
- 1 Syberyjski Korpus Armijny od 15.12.1914 – 21.07.1915; 13.02 – 1.07.1916;
- 2 Syberyjski Korpus Armijny od 21.05.1915 – 1.07.1916;
- 5 Syberyjski Korpus Armijny od 22.10.1914 – 23.01.1915;
- 6 Syberyjski Korpus Armijny od 22.12.1914 – 17.01.1915; od 2.10.1915;
- 1 Turkiestański Korpus Armijny od 22.10.1914; 17.02 – 21.07.1915;
- 3 Korpus Kawalerii od 22.10.1917;
- 6 Korpus Kawalerii od 21.05 – 1.07.1916;
- 7 Korpus Kawalerii od 13.02.1916;

## Dowódcy 1 Armii
| Stopień           | Nazwisko             | Okres                      |
| ----------------- | -------------------- | -------------------------- |
| Generał kawalerii | Paul von Rennenkampf | 19.07.1914 - 18.11.1914    |
| Generał kawalerii | Aleksandr Litwinow   | 05.12.1914 - 02.04.1917    |
| Generał lejtnant  | Ilia Odiszelidze     | 12.04.1917 - 24.04.1917    |
| Generał lejtnant  | Michaił Sokownin     | 22.04.1917 - 30.07.1917    |
| Generał lejtnant  | Gleb Wannowskij      | 31.07.1917 - 09.09.1917    |
| Generał lejtnant  | Władimir von Notbiek | 09.09.1917 - listopad 1917 |